# Esperimento FASER
FASER (ForwArd Search ExpeRiment) è uno degli otto esperimenti di fisica delle particelle in programma per il 2022 al Large Hadron Collider del CERN. È progettato sia per la ricerca di nuove particelle elementari leggere e debolmente accoppiate, sia per studiare le interazioni dei neutrini ad alta energia.
L'esperimento è stato installato nel tunnel di servizio TI12, a 480 m a valle del punto di interazione utilizzato dall'esperimento ATLAS. Questo tunnel veniva in precedenza utilizzato per iniettare il fascio dall'SPS nell'acceleratore LEP. Grazie a questa collocazione strategica, l'esperimento FASER riesce a trovarsi in prossimità di un fascio intenso ed altamente collimato, sia di neutrini, che di ipotetiche nuove particelle. Inoltre, è protetto da ATLAS da circa 100 metri di roccia e cemento, fornendo un ambiente a basse radiazioni estranee. L'esperimento FASER è stato approvato nel 2019 e inizierà a raccogliere dati durante il run 3 di LHC, a partire dal 2022.

## Nuove ricerche in fisica
Lo scopo principale dell'esperimento FASER è quello di cercare nuove particelle leggere che interagiscono debolmente, e che non sono state ancora scoperte, come fotoni oscuri, particelle simili ad assioni o a neutrini sterili. Se queste particelle fossero sufficientemente leggere, potrebbero essere prodotte con rari decadimenti degli adroni. Tali particelle saranno perciò prodotte prevalentemente nella stessa direzione dell'asse di collisione, formando un fascio altamente collimato, e possono ereditare una grande frazione dell'energia del fascio di protoni di LHC. Inoltre, a causa del loro scarso accoppiamento con le particelle del modello standard e a causa dei grandi boost, queste particelle hanno un'esistenza prolungata e possono facilmente viaggiare per centinaia di metri senza interagire, prima che decadano in particelle del modello standard. Questi decadimenti conducono a un notevole segnale, ossia una comparsa di particelle altamente energetiche, che FASER mira a rilevare.

## Fisica dei neutrini
Essendo L'LHC il collisore di particelle più ad alta energia del pianeta, anche i neutrini da esso generati sono da considerarsi come i maggiormente energetici, quantomeno fra quelli prodotti in un ambiente controllato. Le collisioni all'LHC conducono a un consistente fascio di neutrini ad alta energia, di tutti i sapori, che sono altamente collimati intorno all'asse di collisione del flusso, e fluiscono attraverso la posizione FASER. Il rilevatore interno dedicato FASERν (FASERnu) è progettato proprio per rilevare questi neutrini. Esso registrerà e studierà migliaia di interazioni fra neutrini, il che consentirà di misurare le sezioni d'urto dei neutrini ad energie dell'ordine del TeV, alle quali i neutrini rimangono svincolati.
FASERnu, secondo le previsioni, possiederà le seguenti caratteristiche:
1. Capacità di captare interazioni tra neutrini e antineutrini di qualsiasi gusto e capacità di misurarne la sezione d'urto alle scale energetiche dell'ordine del TeV.
2. Capacità di rilevare ~10000 neutrini durante il suo periodo di esecuzione e di vedere il maggior numero di interazioni nucleo- neutrino tau e nucleo-neutrino elettronico, nonché di aprire ampie opportunità per gli studi sui neutrini.
3. Capacità di effettuare misurazioni molto precise sulla velocità delle interazioni dei neutrini muonici su una scala energetica mai esplorata prima.

Nel 2021, la collaborazione FASER ha annunciato l'osservazione dei primi candidati ad essere interazione dei neutrini presso l'LHC.

## Rivelatore

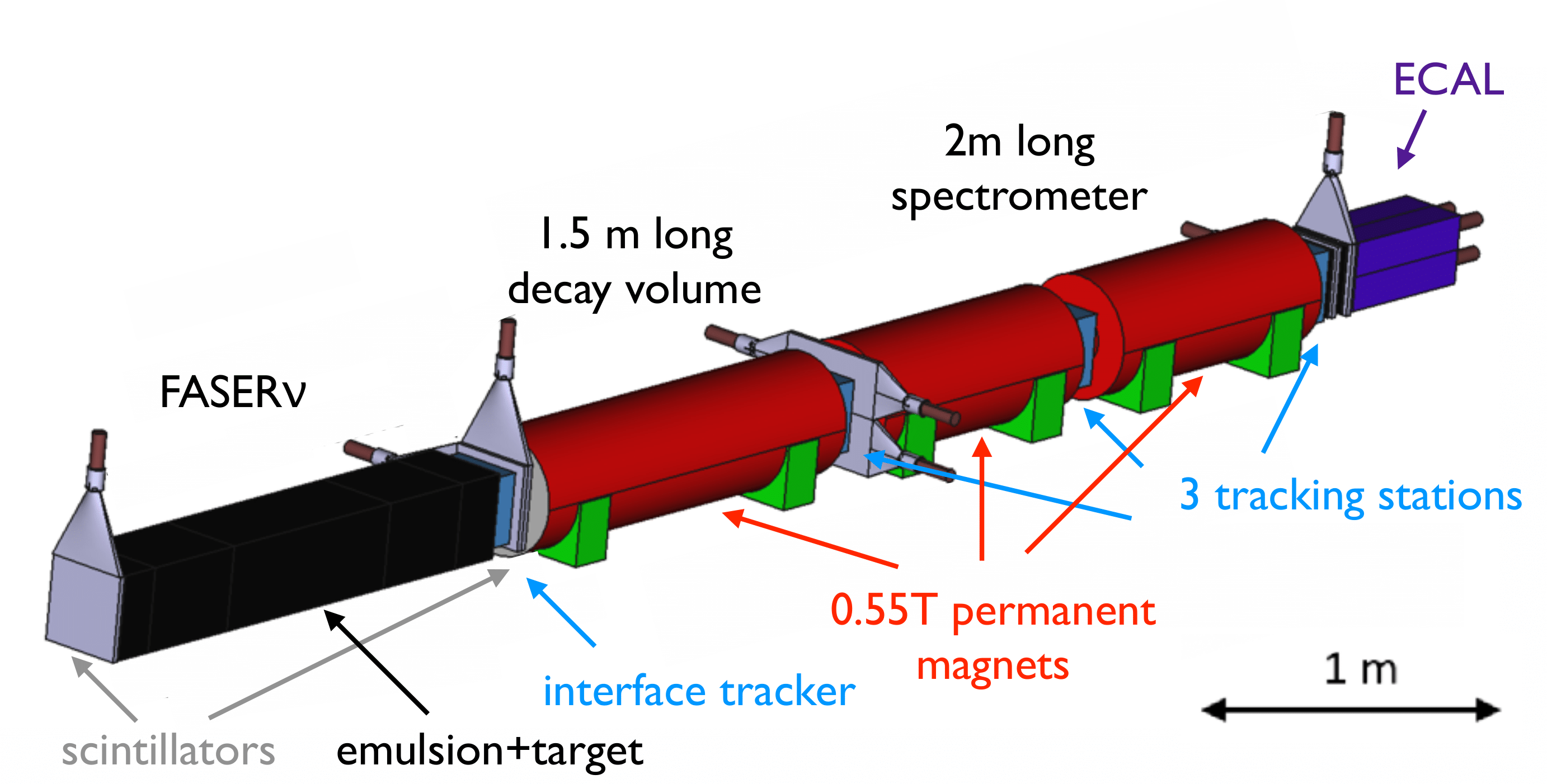
Struttura del rivelatore FASER

All'estremità anteriore di FASER si trova il rivelatore di neutrini FASERν. Esso è costituito da diversi strati di film di emulsione intercalati con lastre di tungsteno, il quale funge da materiale bersaglio per le interazioni dei neutrini. Dietro FASERν e all'ingresso del rivelatore principale c'è una particella carica di veto costituita da scintillatori plastici. Quest'ultimo è seguito da uno spazio vuoto di decadimento lungo 1,5 metri e da uno spettrometro lungo 2 metri, immersi in un campo magnetico di 0,55 T. Lo spettrometro è composto da tre stazioni di tracciamento, i cui strati di rivelatori di precisione a strisce di silicio servono a captare le particelle cariche prodotte in seguito al decadimento di particelle a lunga vita. Il sensore terminale è invece un calorimetro elettromagnetico.